# Michel Etevenon
Pour les articles homonymes, voir Etevenon.
Michel Etevenon, né le 9 décembre 1920 dans le 9e arrondissement de Paris et mort le 8 juillet 2001 à Saint-Cloud (Hauts-de-Seine), est un ancien collaborateur de Bruno Coquatrix à l'Olympia, puis publicitaire, et sponsor de compétition à la voile. Il est le créateur de la Route du Rhum.

## Biographie

### Famille
Michel Roger Pierre Etevenon naît le 9 décembre 1920 dans le 9e arrondissement de Paris du mariage d'Émile Etevenon (1887-1965) et de Renée Goldsmith (1891-1934). Il est le frère de Micheline Dax. De son premier mariage, avant son union avec Françoise Brice, naît Claude Etevenon en 1943, seconde épouse de Michel Galabru.
Il meurt à Saint-Cloud à l'âge de 80 ans le 8 juillet 2001, et est inhumé au cimetière du Père-Lachaise (division 10).

### Sponsoring de course à voile
Dans les années 70, Michel Etevenon se lance dans le sponsoring pour la compétition à la voile.
En 1978, il crée la Route du Rhum.